# Елк-Маунтін
Елк-Маунтін (англ. Elk Mountain) — місто (англ. town) в США, в окрузі Карбон штату Вайомінг. Населення — 150 осіб (2020).

## Географія
Елк-Маунтін розташований за координатами 41°41′18″ пн. ш. 106°24′49″ зх. д. / 41.68833° пн. ш. 106.41361° зх. д. (41.688298, -106.413501).  За даними Бюро перепису населення США в 2010 році місто мало площу 0,72 км², уся площа — суходіл.

## Демографія
Згідно з переписом 2010 року, у місті мешкала 191 особа в 76 домогосподарствах у складі 58 родин. Густота населення становила 267 осіб/км².  Було 109 помешкань (152/км²).
Расовий склад населення:
| - 98,4 % — білих - 1,0 % — чорних або афроамериканців - 0,5 % — корінних американців |

До двох чи більше рас належало 0,0 %. Частка іспаномовних становила 0,5 % від усіх жителів.
За віковим діапазоном населення розподілялося таким чином: 20,4 % — особи молодші 18 років, 61,3 % — особи у віці 18—64 років, 18,3 % — особи у віці 65 років та старші. Медіана віку мешканця становила 45,1 року. На 100 осіб жіночої статі у місті припадало 96,9 чоловіків;  на 100 жінок у віці від 18 років та старших — 102,7 чоловіків також старших 18 років.
Середній дохід на одне домашнє господарство  становив 62 252 долари США (медіана — 61 042), а середній дохід на одну сім'ю — 63 156 доларів (медіана — 63 250). 
Цивільне працевлаштоване населення становило 72 особи. Основні галузі зайнятості: освіта, охорона здоров'я та соціальна допомога — 37,5 %, будівництво — 19,4 %, фінанси, страхування та нерухомість — 11,1 %, сільське господарство, лісництво, риболовля — 9,7 %.
За даними перепису 2000 року,
на території муніципалітету мешкало 192 людей, було 74 садиб та 52 сімей.
Густота населення становила 264,8 осіб/км². Було 116 житлових будинків.
З 74 садиб у 35,1% проживали діти до 18 років, подружніх пар, що мешкали разом, було 63,5 %,
садиб, у яких господиня не мала чоловіка — 5,4 %, садиб без сім'ї — 29,7 %.
Власники 28,4 % садиб мали вік, що перевищував 65 років, а в 14,9 % садиб принаймні одна людина була старшою за 65 років.
Кількість людей у середньому на садибу становила 2,59, а в середньому на родину 3,17.
Середній річний дохід на садибу становив 40 313 доларів США, а на родину — 46 042 доларів США.
Чоловіки мали дохід 27 500 доларів, жінки — 23 125 доларів.
Середній вік населення становив 36 років.